# WWC World Junior Heavyweight Championship
El Campeonato de Mundial Peso Pesado Junior de la WWC (WWC World Junior Heavyweight Championship por su nombre original en inglés) es un campeonato de lucha libre profesional, perteneciente a la promoción WWC de Puerto Rico.

## Campeón actual
El actual campeón es Diego Luna, quien se coronó en Halloween Wrestling Extravaganza como campeón. Diego Luna ganó el campeonato al derrotar a Hostil Jovan el 28 de octubre de 2023.

## Lista de campeones
| Luchador | N.º     | Fecha                    | Días                      | Show o evento | Notas |
| --- | ------- | ------------------------ | ------------------------- | --- | --- |
| WWC World Junior Heavyweight Championship                                                                                          |         |                          |                           | | |
| Dick Steinborn | 1       | 14 de diciembre de 1974  | 7                         | | Ver listaFue galardonado.                                                                                |
| Carlos Colón | 1       | 21 de diciembre de 1974  | 21                        | Caguas, Puerto Rico | |
| Dick Steinborn | 2       | 11 de enero de 1975      |                           | Caguas, Puerto Rico | |
| Vacante |         |                          |                           | | |
| Les Thornton | 1       | 24 de julio de 1980      | 106                       | San Juan, Puerto Rico | Ver listaEl entonces Campeón Mundial Junior Peso Pesado de la NWA fue galardonado con el título vacante. |
| Joe Lightfoot | 1       | 7 de noviembre de 1980   | 7                         | Bayamón, Puerto Rico | |
| Les Thornton | 2       | 14 de noviembre de 1980  |                           | San Juan, Puerto Rico | |
| Vacante |         |                          |                           | | |
| Dick Steinborn | 3       | 28 de agosto de 1982     | 68                        | San Juan, Puerto Rico | Ver listaFue galardonado con el título vacante.                                                          |
| Jerry Brisco | 1       | 4 de noviembre de 1982   |                           | San Juan, Puerto Rico | |
| Perro Aguayo | 1       | 1983                     |                           | Bayamón, Puerto Rico | |
| Vacante |         |                          |                           | | |
| Aníbal | 1       | 10 de septiembre de 1984 | 5                         | | Ver listaFue galardonado con el título vacante.                                                          |
| Invader III | 1       | 15 de septiembre de 1984 |                           | San Juan, Puerto Rico | |
| Vacante |         |                          |                           | | |
| Invader III | 2       | 1 de junio de 1985       | 177                       | | Ver listaDerrotó a Denny Brown.                                                                          |
| Eric Embry | 1       | 25 de noviembre de 1985  | 54                        | Dorado, Puerto Rico | |
| Invader III | 3       | 18 de enero de 1986      | 46                        | San Juan, Puerto Rico | |
| Chicky Starr | 1       | 5 de marzo de 1986       | 14                        | San Juan, Puerto Rico | |
| Invader III | 4       | 19 de marzo de 1986      | 14                        | Caguas, Puerto Rico | |
| Chicky Starr | 2       | 2 de abril de 1986       | 32                        | Caguas, Puerto Rico | |
| Invader III | 5       | 4 de mayo de 1986        | 174                       | Caguas, Puerto Rico | |
| Don Kent | 1       | 25 de octubre de 1986    | 25                        | Caguas, Puerto Rico | |
| Invader III | 6       | 19 de noviembre de 1986  | 115                       | Caguas, Puerto Rico | |
| Frankie Lancaster | 1       | 14 de marzo de 1987      | 28                        | Guaynabo, Puerto Rico | |
| Vacante | Vacante | 11 de abril de 1987      |                           | Caguas, Puerto Rico | Ver listaEl título quedó vacante luego de una lucha ante Super Medic.                                    |
| Frankie Lancaster | 2       | 18 de abril de 1987      | 91                        | San Juan, Puerto Rico | Ver listaDerrotó a Super Medic en una revancha.                                                          |
| Gran Mendoza | 1       | 18 de julio de 1987      | 64                        | San Juan, Puerto Rico | |
| Huracán Castillo, Jr. | 1       | 20 de septiembre de 1987 | 17                        | San Juan, Puerto Rico | |
| Gran Mendoza | 2       | 7 de octubre de 1987     | 90                        | Cataño, Puerto Rico | |
| Huracán Castillo, Jr. | 2       | 5 de enero de 1988       | 88                        | Mayagüez, Puerto Rico | |
| Tony Falk | 1       | 2 de abril de 1988       | 11                        | San Juan, Puerto Rico | |
| Invader III | 7       | 13 de abril de 1988      | 217                       | Guaynabo, Puerto Rico | |
| Profe | 1       | 16 de noviembre de 1988  | 59                        | Cataño, Puerto Rico | |
| Ricky Santana | 1       | 14 de enero de 1989      | 78                        | Caguas, Puerto Rico | |
| Jonathan Holiday | 1       | 2 de abril de 1989       | 48                        | Aguadilla, Puerto Rico | |
| Super Médico I | 1       | 20 de mayo de 1989       | 35                        | Caguas, Puerto Rico | |
| Chicky Starr | 3       | 24 de junio de 1989      | 35                        | Caguas, Puerto Rico | |
| Super Médico I | 2       | 29 de julio de 1989      | 182                       | Caguas, Puerto Rico | |
| Eddie Watts | 1       | 27 de enero de 1990      | 84                        | Guaynabo, Puerto Rico | |
| Huracán Castillo, Jr. | 3       | 21 de abril de 1990      | 126                       | Bayamón, Puerto Rico | |
| Ron Starr | 1       | 25 de agosto de 1990     | 21                        | Caguas, Puerto Rico | |
| Invader IV | 1       | 15 de septiembre de 1990 | 11                        | Bayamón, Puerto Rico | |
| Ron Starr | 2       | 26 de septiembre de 1990 | 10                        | San Juan, Puerto Rico | |
| Huracán Castillo, Jr. | 4       | 6 de octubre de 1990     | 28                        | Bayamón, Puerto Rico | |
| Billy Travis | 1       | 3 de noviembre de 1990   | 17                        | Bayamón, Puerto Rico | |
| Huracán Castillo, Jr. | 5       | 20 de noviembre de 1990  | 81                        | Bayamón, Puerto Rico | |
| Mr. Pogo | 1       | 9 de febrero de 1991     | 54                        | Caguas, Puerto Rico | |
| Vacante | Vacante | 4 de abril de 1991       |                           | Carolina, Puerto Rico | Ver listaEl título quedó vacante luego de una lucha ante Ricky Santana.                                  |
| Ricky Santana | 2       | 20 de abril de 1991      | 21                        | Aguadilla, Puerto Rico | |
| Brad Anderson | 1       | 11 de mayo de 1991       | 14                        | Guaynabo, Puerto Rico | |
| Ricky Santana | 3       | 25 de mayo de 1991       | 102                       | Caguas, Puerto Rico | |
| Alex Porteau | 1       | 4 de septiembre de 1991  | 17                        | Cataño, Puerto Rico | |
| Ray González | 1       | 21 de septiembre de 1991 | 71                        | Caguas, Puerto Rico | |
| Vacante | Vacante | 30 de noviembre de 1991  |                           | Carolina, Puerto Rico | |
| W*ING World Junior Heavyweight Championship                                                                                        |         |                          |                           | | |
| Ray González | 2       | 5 de diciembre de 1992   |                           | | Ver listaFue galardonado como campeón Junior completo en W*ING.                                          |
| Masayoshi Motegi | 1       | 7 de enero de 1993       | 29                        | Tokio, Japón | |
| Hiroshi Itakura | 1       | 5 de febrero de 1993     | 45                        | Tokio, Japón | |
| Masayoshi Motegi | 2       | 22 de marzo de 1993      | 48                        | Osaka, Japón | |
| El Texano | 1       | 9 de mayo de 1993        | 163                       | Saitama, Japón | |
| Masayoshi Motegi | 3       | 19 de octubre de 1993    | 58                        | Tokio, Japón | |
| Shinichi Nakano | 1       | 16 de diciembre de 1993  | 29                        | Kawasaki, Japón | |
| Masayoshi Motegi | 4       | 14 de enero de 1994      | 58                        | Saitama, Japón | |
| Título vacante en Marzo 13, 1994 cuando W*ING cerró.                                                                               |         |                          |                           | | |
| WWC World Junior Heavyweight Championship                                                                                          |         |                          |                           | | |
| Ken Wayne | 1       | 6 de junio de 1995       | 182                       | | Ver listaGalardonado como campeón en su arrivo.                                                          |
| Ray González | 3       | 5 de diciembre de 1995   | 32                        | | |
| Ken Wayne | 2       | 6 de enero de 1996       | 61                        | | |
| Tiger Mike Anthony | 1       | 7 de marzo de 1996       | 380                       | ??? | Ver listaGalardonado como campeón por arrivo.                                                            |
| WWC American Lightweight Championship                                                                                              |         |                          |                           | | |
| Chuck Singer | 1       | 22 de febrero de 1997    | 8                         | Ponce, Puerto Rico | Ver listaGalardonado como campeón por arrivo.                                                            |
| Pablo Márquez | 1       | 2 de marzo de 1997       | 14                        | Cabo Rojo, Puerto Rico | |
| Chuck Singer | 2       | 16 de marzo de 1997      | 24                        | Caguas, Puerto Rico | |
| Alex G. | 1       | 9 de abril de 1997       | 45                        | Toa Alta, Puerto Rico | |
| Chuck Singer | 3       | 24 de mayo de 1997       | 44                        | Humacao, Puerto Rico | |
| WWC World Junior Heavyweight Championship                                                                                          |         |                          |                           | | |
| Pablo Márquez | 2       | 7 de julio de 1997       | 18                        | Bayamón, Puerto Rico | |
| Titulo vacante en el 25 de Julio de 1997 cuando Pablo Márquez se fue de WWC por una lesión en un ángulo                            |         |                          |                           | | |
| Mike Anthony | 2       | 6 de septiembre de 1997  | 29                        | Humacao, Puerto Rico | Se desconoce como ganó el título vacante.                                                                |
| Titulo vacante cuando Mike Anthony dejó la WWC en Octubre 5, 1997.                                                                 |         |                          |                           | | |
| Steve Corino | 1       | 29 de octubre de 1997    | 18                        | Gurabo, Puerto Rico | Derrotó a El Halcón.                                                                                     |
| Jerry Estrada | 1       | 16 de noviembre de 1997  | 27                        | Cabo Rojo, Puerto Rico | |
| La Ley | 1       | 13 de diciembre de 1997  | 24                        | Caguas, Puerto Rico | |
| Jerry Estrada | 2       | 6 de enero de 1998       | 221                       | Caguas, Puerto Rico | Ganó el título por olvido cuando La Ley se fue de WWC.                                                   |
| Roquero | 1       | 15 de agosto de 1998     | 189                       | Caguas, Puerto Rico | |
| Sean Hill | 1       | 20 de febrero de 1999    | 91                        | Humacao, Puerto Rico | |
| Roquero | 2       | 22 de mayo de 1999       | 42                        | Guaynabo, Puerto Rico | |
| Maelo Huertas | 2       | 3 de julio de 1999       | 42                        | Guaynabo, Puerto Rico | |
| Black Boy (Julio César Cruz) | 1       | 14 de agosto de 1999     | 28                        | Caguas, Puerto Rico | |
| Roquero | 3       | 11 de septiembre de 1999 | 21                        | Fajardo, Puerto Rico | |
| Black Boy | 2       | 2 de octubre de 1999     | 7                         | Guaynabo, Puerto Rico | |
| Sean Hill | 2       | 9 de octubre de 1999     | 35                        | Guaynabo, Puerto Rico | |
| Maelo Huertas | 3       | 13 de noviembre de 1999  | 7                         | Nagüabo, Puerto Rico | |
| Roquero | 4       | 20 de noviembre de 1999  | 21                        | Cayey, Puerto Rico | |
| Exotíco | 1       | 11 de diciembre de 1999  | 77                        | Guaynabo, Puerto Rico | |
| Roquero | 5       | 5 de febrero de 2000     | 28                        | Caguas, Puerto Rico | |
| Exotíco | 2       | 4 de marzo de 2000       | 98                        | Guaynabo, Puerto Rico | |
| Roquero | 6       | 10 de junio de 2000      | 98                        | Lares, Puerto Rico | |
| Titulo retenido en September 16, 2000.                                                                                             |         |                          |                           | | |
| Black Boy | 3       | 30 de septiembre de 2000 | 56                        | San Germán, Puerto Rico | Defeat Richie Santiago and Rockero in a 3-way match.                                                     |
| Trailer Park Trash | 1       | 25 de noviembre de 2000  | 21                        | Carolina, Puerto Rico | |
| Título vacante en Diciembre 16, 2000 cuando Trash no se presentó en una defensa titular ante Eddie Colón.                          |         |                          |                           | | |
| Damien Steele | 1       | 5 de enero de 2001       | Ponce, Puerto Rico        | Defeat Eddie Colón, Richie Santiago, Black Boy and Rockero in a 5-way match.                                                        | |
| Eddie Colón | 1       | 10 de febrero de 2001    | Carolina, Puerto Rico     | | |
| Damien Steele | 2       | 17 de febrero de 2001    | Manatí, Puerto Rico       | | |
| Eddie Colón | 2       | 10 de marzo de 2001      | Morovis, Puerto Rico      | | |
| Barrabás, Jr. | 1       | 25 de agosto de 2001     | Manatí, Puerto Rico       | | |
| Eddie Colón | 3       | 13 de octubre de 2001    | Carolina, Puerto Rico     | | |
| Justin Sane | 1       | 27 de octubre de 2001    | Carolina, Puerto Rico     | Defeat Eddie Colón, Barrabás, Jr. in 3-way match.                                                                                   | |
| Eddie Colón | 4       | 24 de noviembre de 2001  | Caguas, Puerto Rico       | | |
| Rey Mysterio, Jr. | 1       | 6 de enero de 2002       | Caguas, Puerto Rico       | | |
| Eddie Colón | 5       | 6 de abril de 2002       | Humacao, Puerto Rico      | Defeat Rey Mysterio and Justin Sane in a 3-way match.                                                                               | |
| Title held up after a match between Kid Kash and Eddie Colón ends in a double pinfall on October 20, 2002 in Bayamón, Puerto Rico. |         |                          |                           | | |
| Tommy Diablo | 1       | 14 de diciembre de 2002  | Caguas, Puerto Rico       | Defeat Brent Dail in a tournament final.                                                                                            | |
| Alex Montalvo | 1       | 18 de enero de 2003      | San Lorenzo, Puerto Rico  | Defeat Diablo and Brent Dail in a 3-way match.                                                                                      | |
| Tommy Diablo | 2       | 25 de enero de 2003      | Cayey, Puerto Rico        | | |
| Brent Dail | 1       | 15 de febrero de 2003    | Ponce, Puerto Rico        | Defeat Diablo and Alex Montalvo in a 3-way match.                                                                                   | |
| Livewire | 1       | 22 de marzo de 2003      | Morovis, Puerto Rico      | Defeat Brent Dail, Alexander Montalvo, Pablo Márquez, New York Hit Squad #1 and New York Hit Squad #2 in a 6-way elimination match. | |
| Alex Montalvo | 2       | 19 de abril de 2003      | Carolina, Puerto Rico     | | |
| New York Hit Squad #2 | 1       | 18 de mayo de 2003       | Carolina, Puerto Rico     | | |
| Pablo Márquez | 3       | 24 de mayo de 2003       | ???                       | | |
| Alex Montalvo | 3       | 31 de mayo de 2003       | Carolina, Puerto Rico     | | |
| José Rivera, Jr. | 1       | 19 de julio de 2003      | Carolina, Puerto Rico     | | |
| Alex Montalvo | 4       | 15 de agosto de 2003     | ???                       | | |
| Diabólico | 1       | 16 de agosto de 2003     | Nagüabo, Puerto Rico      | | |
| Pablo Márquez | 4       | 6 de septiembre de 2003  | Caguas, Puerto Rico       | Defeat Diabólico and Alex Montalvo in a 3-way match.                                                                                | |
| Alex Montalvo | 5       | 18 de octubre de 2003    | Santa Isabel, Puerto Rico | | |
| Maniac | 1       | 29 de noviembre de 2003  | Bayamón, Puerto Rico      | | |
| Diabólico | 2       | 20 de diciembre de 2003  | Caguas, Puerto Rico       | | |
| Pablo Márquez | 5       | 28 de febrero de 2004    | Caguas, Puerto Rico       | | |
| Roquero | 7       | 27 de marzo de 2004      | Caguas, Puerto Rico       | | |
| Brent Dail | 2       | 3 de julio de 2004       | Caguas, Puerto Rico       | | |
| Maniac | 2       | 17 de julio de 2004      | San Juan, Puerto Rico     | | |
| Kid Kash | 1       | 21 de agosto de 2004     | Caguas, Puerto Rico       | | |
| Alex Montalvo | 6       | 25 de septiembre de 2004 | Carolina, Puerto Rico     | | |
| Brent Dail | 3       | 9 de octubre de 2004     | Gurabo, Puerto Rico       | | |
| Alex Montalvo | 7       | 24 de octubre de 2004    | Camuy, Puerto Rico        | | |
| Juventud Guerrera | 1       | 25 de noviembre de 2004  | Caguas, Puerto Rico       | | |
| Alex Montalvo | 8       | 4 de diciembre de 2004   | Caguas, Puerto Rico       | | |
| Brent Dail | 4       | 10 de diciembre de 2004  | Caguas, Puerto Rico       | | |
| Alex Montalvo | 9       | 11 de diciembre de 2004  | Hatillo, Puerto Rico      | | |
| Brent Dail | 5       | 15 de enero de 2005      | Arroyo, Puerto Rico       | | |
| Chris Joel | 1       | 19 de febrero de 2005    | Caguas, Puerto Rico       | | |
| "Jumping" Jeff Jeffrey | 1       | 26 de marzo de 2005      | Caguas, Puerto Rico       | | |
| Brent Dail | 6       | 23 de abril de 2005      | Carolina, Puerto Rico     | Defeat Jumping Jeff Jeffrey, Alex Montalvo, A.J. Marley and Justin Sane in a 5-way elimination match.                               | |
| "Jumping" Jeff Jeffrey | 2       | 30 de abril de 2005      | Peñuelas, Puerto Rico     | | |
| Superstar Romeo | 1       | 20 de agosto de 2005     | Carolina, Puerto Rico     | | |
| Stefano | 1       | 5 de noviembre de 2005   | Bayamón, Puerto Rico      | | |
| Maniac | 3       | 4 de diciembre de 2005   | Lares, Puerto Rico        | | |
| Elí Rodríguez | 1       | 10 de diciembre de 2005  | Bayamón, Puerto Rico      | | |
| Stefano | 2       | 1 de abril de 2006       | Cayey, Puerto Rico        | | |
| Brent Dail | 7       | 6 de mayo de 2006        | Caguas, Puerto Rico       | Defeat Stefano and Gama Singh, Jr. in a 3-way match.                                                                                | |
| Superstar Romeo | 2       | 1 de julio de 2006       | Bayamón, Puerto Rico      | | |
| Brent Dail | 8       | 15 de julio de 2006      | Bayamón, Puerto Rico      | | |
| José Rivera, Jr. | 2       | 12 de agosto de 2006     | Bayamón, Puerto Rico      | | |
| Brent Dail | 9       | 1 de septiembre de 2006  | Caguas, Puerto Rico       | Defeat José Rivera, Jr. and Hammett in a 3-way match.                                                                               | |
| Hammett | 1       | 9 de septiembre de 2006  | Ponce, Puerto Rico        | | |
| Brent Dail | 10      | 7 de octubre de 2006     | Bayamón, Puerto Rico      | | |
| Hammett | 2       | 23 de noviembre de 2006  | Carolina, Puerto Rico     | Defeat Brent Dail, Elí Rodríguez and Rick Stanley in a 4-way battle royal.                                                          | |
| Rick Stanley | 4       | 17 de marzo de 2007      | Bayamón, Puerto Rico      | Rick Stanley formerly known as Maniac.                                                                                              | |
| BJ | 1       | 15 de abril de 2007      | Peñuelas, Puerto Rico     | | |
| Rick Stanley | 5       | 21 de abril de 2007      | Barranquitas, Puerto Rico | | |
| BJ | 2       | 12 de mayo de 2007       | Bayamón, Puerto Rico      | | |
| William de la Vega | 1       | 15 de septiembre de 2007 | Caguas, Puerto Rico       | Defeat BJ, Hammett, Rick Stanley, El Niche and Dave Dijour in a 6-man X match.                                                      | |
| El Niche | 1       | 15 de diciembre de 2007  | Caguas, Puerto Rico       | | |
| Vacated on January 5, 2008 after Niche jumps to IWA.                                                                               |         |                          |                           | | |
| Ricky Reyes | 1       | 7 de marzo de 2009       | Bayamón, Puerto Rico      | Defeat Tommy Diablo, "El Hombre Bestia" Angel, El Sensacional Carlitos, Johnny Styles and Hiram Túa in a 6-man X match.             | |
| "El Hombre Bestia" Angel | 1       | 18 de abril de 2009      | Aguas Buenas, Puerto Rico | | |
| Tommy Diablo | 3       | 16 de mayo de 2009       | Caguas, Puerto Rico       | Defeat El Sensacional Carlitos and "El Hombre Bestia" Angel in a 3-way match.                                                       | |
| El Sensacional Carlitos | 1       | 11 de julio de 2009      | San Juan, Puerto Rico     | Defeat "El Hombre Bestia" Angel, Chicky Starr, Hiram Tua, Johnny Styles, Ricky Reyes and Tommy Diablo in a 7-man X match.           | |
| Ricky Reyes | 2       | 19 de septiembre de 2009 | Arecibo, Puerto Rico      | | |
| Rikochet | 1       | 31 de octubre de 2009    | Bayamón, Puerto Rico      | Defeat Ricky Reyes, "El Hombre Bestia" Angel and Tommy Diablo in a fatal 4-way match.                                               | |
| Lynx | 1       | 6 de febrero de 2010     | Bayamón, Puerto Rico      | | |
| Rikochet | 2       | 20 de febrero de 2010    | Bayamón, Puerto Rico      | Defeat Lynx and Tommy Diablo in a 3-way match.                                                                                      | |
| Tommy Diablo | 4       | 27 de febrero de 2010    | Ponce, Puerto Rico        | | |
| "El Hombre Bestia" Angel | 2       | 20 de marzo de 2010      | Bayamón, Puerto Rico      | | |
| Rikochet | 3       | 3 de abril de 2010       | Carolina, Puerto Rico     | Defeat "El Hombre Bestia" Angel, Niche and Lynx in a 4-way X match.                                                                 | |
| Lynx | 2       | 24 de abril de 2010      | Bayamón, Puerto Rico      | | |
| "El Hombre Bestia" Angel | 3       | 8 de mayo de 2010        | Lajas, Puerto Rico        | | |
| Tommy Diablo | 5       | 6 de junio de 2010       | Bayamón, Puerto Rico      | Defeat "El Hombre Bestia" Angel & Rikochet in a 3-way match.                                                                        | |
| Rikochet | 4       | 21 de agosto de 2010     | Cabo Rojo, Puerto Rico    | | |
| Lynx | 3       | 23 de octubre de 2010    | Bayamon, Puerto Rico      | | |
| Rikochet | 5       | 30 de octubre de 2010    | Manatí, Puerto Rico       | "El Hombre Bestia" Angel was especial referee.                                                                                      | |
| "El Hombre Bestia" Angel | 4       | 13 de noviembre de 2010  | Bayamón, Puerto Rico      | | |
| Rikochet | 6       | 27 de noviembre de 2010  | Bayamón, Puerto Rico      | Defeat "El Hombre Bestia Angel" in a extreme rules match.                                                                           | |
| El Niche | 2       | 12 de diciembre de 2010  | Bayamón, Puerto Rico      | Defeat "El Hombre Bestia" Angel, Lynx and Rikochet in a 3-way match.                                                                | |
| Lynx | 4       | 22 de enero de 2011      | Bayamón, Puerto Rico      | | |
| El Niche | 3       | 29 de enero de 2011      | Gurabo, Puerto Rico       | | |
| Rikochet | 7       | 5 de febrero de 2011     | Carolina, Puerto Rico     | | |
| Cuervo | 1       | 26 de febrero de 2011    | Bayamón, Puerto Rico      | | |
| Tommy Diablo | 6       | 13 de marzo de 2011      | Moca, Puerto Rico         | | |
| Rikochet | 8       | 17 de abril de 2011      | Carolina, Puerto Rico     | Defeat Tommy Diablo and Cuervo in a 3-way match.                                                                                    | |
| Tommy Diablo | 7       | 23 de abril de 2011      | Bayamón, Puerto Rico      | | |
| Cuervo | 2       | 14 de mayo de 2011       | Carolina, Puerto Rico     | | |
| Tommy Diablo | 8       | 4 de junio de 2011       | Caguas, Puerto Rico       | | |
| Rikochet | 9       | 15 de julio de 2011      | Ponce, Puerto Rico        | | |
| "El Hombre Bestia" Angel | 5       | 13 de agosto de 2011     | Carolina, Puerto Rico     | | |
| "Jumping" Jeff Jeffrey | 3       | 30 de octubre de 2011    | Caguas, Puerto Rico       | | |
| Tommy Diablo | 9       | 11 de febrero de 2012    | San Juan, Puerto Rico     | Defeat "Jumping" Jeff Jefrey and Cuervo in a 3-way match.                                                                           | |
| The Patriot #1 | 1       | 7 de abril de 2012       | Bayamon, Puerto Rico      | | |
| Jay Vélez | 1       | 2 de junio de 2012       | Ponce, Puerto Rico        | | |
| Barrabás, Jr. | 2       | 28 de septiembre de 2012 | Caguas, Puerto Rico       | | |
| Jay Vélez | 2       | 28 de octubre de 2012    | Bayamón, Puerto Rico      | Defeat Barrabás Jr. and AJ Castillo in a 3-way match.                                                                               | |
| Steve Joel | 1       | 10 de noviembre de 2012  | Bayamón, Puerto Rico      | | |
| AJ Castillo | 1       | 17 de noviembre de 2012  | Ponce, Puerto Rico        | | |
| Diabólico | 3       | 2 de febrero de 2013     | Bayamón, Puerto Rico      | | |
| Zcion RT One | 1       | 16 de marzo de 2013      | Bayamón, Puerto Rico      | | |
| AJ Castillo | 2       | 29 de junio de 2013      | Caguas, Puerto Rico       | Win a 6-man royal battle 3rd rope elimination.                                                                                      | |
| Rikochet | 10      | 17 de agosto de 2013     | Bayamón, Puerto Rico      | Defeat AJ Castillo, Steve Joel and Diabólico in a fatal 4-way match.                                                                | |
| Tommy Diablo | 10      | 12 de octubre de 2013    | Bayamón, Puerto Rico      | | |
| Rikochet | 11      | 17 de octubre de 2013    | Bayamón, Puerto Rico      | | |
| Syler Andrews | 1       | 16 de noviembre de 2013  | Bayamón, Puerto Rico      | Defeat Rikochet and Tommy Diablo in a 3-way match.                                                                                  | |
| AJ Castillo | 3       | 19 de enero de 2014      | Bayamón, Puerto Rico      | | |
| Syler Andrews | 2       | 7 de febrero de 2014     | Bayamón, Puerto Rico      | | |
| Rikochet | 12      | 1 de marzo de 2014       | Bayamón, Puerto Rico      | | |
| Tommy Diablo | 11      | 15 de marzo de 2014      | Bayamón, Puerto Rico      | | |
| Ángel Fashion | 1       | 10 de mayo de 2014       | Bayamón, Puerto Rico      | | |
| Mike Mendoza | 1       | 21 de junio de 2014      | Bayamón, Puerto Rico      | | |
| Ángel Fashion | 2       | 28 de junio de 2014      | Cataño, Puerto Rico       | | |
| Tommy Diablo | 12      | 9 de agosto de 2014      | Bayamón, Puerto Rico      | Defeat Ángel Fashion and Rikochet in 3-way match.                                                                                   | |
| Ángel Fashion | 3       | 6 de septiembre de 2014  | Bayamón, Puerto Rico      | If Diablo lose, he'll become a referee.                                                                                             | |
| Rikochet | 13      | 27 de septiembre de 2014 | Bayamón, Puerto Rico      | | |
| WWC Junior Heavyweight Championship                                                                                                |         |                          |                           | | |
| Samuel Adams | 1       | 8 de noviembre de 2014   | Bayamón, Puerto Rico      | [ 3 ] | |
| Rikochet | 14      | 2015 de febrero de 21    | Bayamón, Puerto Rico      | [ 4 ] | |
| Peter The Bad Romance | 1       | 2015 de marzo de 14      | Bayamón, Puerto Rico      | [ 5 ] | |
| Ángel Cotto | 1       | 2015 de agosto de 1      | Bayamón, Puerto Rico      | This was a X Match also involving Mr. Revolution Morgan, O.T. Férnandez, Rikochet & Peter The Bad Romance.                          | |
| Peter The Bad Romance | 2       | 2015 de agosto de 15     | Bayamón, Puerto Rico      | [ 7 ] | |
| Tommy Diablo | 13      | 2015 de septiembre de 26 | Bayamón, Puerto Rico      | [ 8 ] | |
| Peter The Bad Romance | 3       | 2015 de octubre de 17    | Bayamón, Puerto Rico      | Defeat Diablo and Rikochet in 3-way match.                                                                                          | |
| Tommy Diablo | 14      | 2016 de enero de 9       | Bayamón, Puerto Rico      | | |
| Rikochet | 15      | 2016 de febrero de 27    | Bayamón, Puerto Rico      | Defeat Tommy Diablo and Ángel Cotto in a 3-way match.                                                                               | |
| Ángel Cotto | 2       | 6 de marzo de 2016       | Bayamón, Puerto Rico      | [ 9 ] | |
| Tommy Diablo | 15      | 16 de julio de 2016      | Bayamón, Puerto Rico      | | |
| Jay-Cobs | 1       | 13 de agosto de 2016     | Bayamón, Puerto Rico      | Defeat Tommy Diablo and Ángel Cotto in 3-way match.                                                                                 | |
| Ángel Cotto | 3       | 15 de octubre de 2016    | Bayamón, Puerto Rico      | This was a Battle Royal against Jay- Cobs, Ángel Fashion, Tommy Diablo, "El Hombre Bestia" Angel, O.T. Fernández and El Paparazzi.  | |
| Tommy Diablo | 16      | 2 de diciembre de 2016   | Ponce, Puerto Rico        | | |
| Ángel Fashion | 4       | 18 de febrero de 2017    | Bayamón, Puerto Rico      | | |
| O.T. Fernández | 1       | 19 de marzo de 2017      | Bayamón, Puerto Rico      | | |
| Peter The Bad Romance | 4       | 5 de agosto de 2017      | Bayamón, Puerto Rico      | | |
| Ángel Cotto | 4       | 27 de agosto de 2017     | Bayamón, Puerto Rico      | Defeat Peter Peter The Bad Romance and O.T. Fernandez in a 3-way match.                                                             | |
| La Promesa Diego Luna | 1       | 28 de octubre de 2023    | Bayamón, Puerto Rico      | | |

## Total de días con el título
|  | Indica el campeón actual                         |
|  | Indica a un campeón con falta o nula información |

| N.º | Campeón               | Reinados | Total de días |
| --- | --------------------- | -------- | ------------- |
|     | Invader III           | 7        | 743           |
|     | Huracán Castillo, Jr. | 5        | 340           |
|     | Super Médico I        | 2        | 217           |
|     | Ricky Santana         | 3        | 201           |
|     | Gran Mendoza          | 2        | 154           |
|     | Frankie Lancaster     | 2        | 119           |
|     | Les Thornton          | 2        | 106           |
|     | Eddie Watts           | 1        | 84            |
|     | Chicky Starr          | 3        | 81            |
|     | Dick Steinborn        | 3        | 75            |
|     | Ray González          | 3        | 72            |
|     | Profe                 | 1        | 59            |
|     | Eric Embry            | 1        | 54            |
|     | Mr. Pogo              | 1        | 54            |
|     | Jonathan Holiday      | 1        | 48            |
|     | Ron Starr             | 2        | 31            |
|     | Billy Travis          | 3        | 26            |
|     | Don Kent              | 1        | 25            |
|     | Carlos Colón          | 1        | 21            |
|     | Alex Porteau          | 1        | 17            |
|     | Brad Anderson         | 1        | 14            |
|     | Tony Falk             | 1        | 11            |
|     | Invader IV            | 1        | 11            |
|     | Joe Lightfoot         | 1        | 7             |
|     | Aníbal                | 1        | 5             |
|     | Jerry Brisco          | 1        | 0             |
|     | Perro Aguayo          | 1        | 0             |
|     | Tom Brandi            | 1        | 0             |

## Mayor cantidad de reinados
- 7 veces: Invader III.
- 5 veces: Huracán Castillo, Jr..
- 3 veces: Chicky Starr, Dick Steinborn y Ricky Santana.
- 2 veces: Les Thornton, Frankie Lancaster, Gran Mendoza, Super Médico I y Ron Starr.